# Holcombe (Wielki Manchester)
Holcombe – wieś w Anglii, w hrabstwie ceremonialnym Wielki Manchester, w dystrykcie metropolitalnym Bury. Leży 21 km na północ od centrum miasta Manchester.